# 張仲素
張 仲素（ちょう ちゅうそ、769年? - 819年）は、中国・唐の詩人。字は絵之（かいし）。徐州符離県の出身。本貫は河間郡鄚県。

## 略歴
貞元14年（798年）の進士。
朝廷に手づるが無く、しばらく官職を与えられなかったので、武寧軍従事となっていたが、貞元20年（804年）に司勲員外郎となり、翰林学士・中書舎人を歴任した。

## 詩人としての彼
代表的作品に、『漢苑行（かんえんこう）』（七言絶句）、『秋閨思（しゅうけいし）』（七言絶句）がある。
| 漢苑行         |                                                              |
| 回雁高飛太液池 | 回雁（かいがん）高く飛ぶ 太液池（たいえきち）                |
| 新花低発上林枝 | 新花（しんか）低く発（ひら）く 上林（じょうりん）の枝        |
| 年光到処皆堪賞 | 年光（ねんこう）到る処皆賞するに堪えたり                     |
| 春色人間総未知 | 春色（しゅんしょく） 人間（じんかん） 総（す）べて未だ知らず |

| 秋閨思         |                                                                 |
| 碧窓斜日靄深暉 | 碧窓（へきそう）の斜日（しゃじつ） 深暉（しんき）靄（あい）たり |
| 愁聴寒螿涙湿衣 | 愁えて寒螿（かんしょう）を聴き 涙 衣を湿（うるお）す            |
| 夢裏分明見関塞 | 夢裏（むり） 分明に関塞（かんさい）を見たり                     |
| 不知何路向金微 | 知らず 何（いず）れの路（みち）か金微（きんび）に向かう         |